# Ercole (fumetto)
Hercules (nella versione italiana si chiama Ercole) è un personaggio dei fumetti e dei cartoni animati del mondo di Pif le chien di Éditions Vaillant. È stato creato e pubblicato per la prima volta nel 1950 per il quotidiano L'Humanité da José Cabrero Arnal. È un gatto in smoking bianco e nero, forse un gatto di strada (una delle sue particolarità è quella di portare sulla guancia un cerotto rosso a forma di croce, la cui origine rimane sconosciuta).

## Personaggio
Inizialmente personaggio del fumetto si trova nella stessa striscia di Pif. Hercules fu pubblicato per la prima volta nel 1950 sul quotidiano l'Humanité e sul periodico Vaillant, due anni dopo la pubblicazione su Vaillant del suo "amico" il cane Pif. Hercules è un gatto dal carattere sfrontato e attaccabrighe, con tutte le caratteristiche di una canaglia senza scrupoli. Il suo ruolo principale nei primi fumetti consiste nel cercare di intrappolare Pif, vincendo o perdendo, a seconda del destino delle storie. Continua, con questo fumetto, la tradizione dell'antagonista, soprattutto perché Hercules è un gatto e Pif un cane e i racconti prendono in considerazioni il cattivo rapporto tra le due specie animali, uno stereotipo ben noto. Con il progredire della serie, Hercules ha perso un po' il suo status di "cattivo" e si comporta più spesso come un amico intimo di Pif, andando occasionalmente anche a riposare con lui. Alla fine i due sono diventati amici con un rapporto di odio/amicizia.  Nel tempo Hercules ha finito per avere storie indipendenti, senza la presenza di Pif. Nella sua prima avventura da solista, Hercules incontra due bambini, Julie e Hugues, lettori di Pif Gadget. Julie è una fan di Hercules, mentre Hugues preferisce gli eroi d'avventura come Erik il Rosso. Tuttavia, Hughes finisce per apprezzare Hercules e i tre diventano inseparabili. Le loro avventure si svolgono principalmente in una piazza parigina, dove Hercules viene subito preso in simpatia dal custode della piazza a causa della sua cattiva abitudine di camminare sul prato, che è vietato. All'inizio per spirito di vendetta, Hercules farà degli scherzi al custode, che poi diventeranno un'abitudine. La guardia viene presto raggiunta da un collega, Pollen, il giardiniere della piazza, e poi dall'ispettore, loro diretto superiore. A volte sono accompagnati dal sindaco. In due o tre episodi, vediamo anche un altro gatto antropomorfo soriano giallo, Sacha, un cugino di Hercules, proveniente dalla campagna.

## Rivista
Hercules aveva anche una propria rivista, chiamata Super Hercule di Éditions Vaillant, la cui formula editoriale era abbastanza simile a quella di Pif Gadget. Anche Super Hercule offriva fumetti, ma aveva un tono più comico, con molte gag e umorismo sarcastico. Offriva anche un gadget, ma era molto più orientato ai "trucchi".

## Adattamenti
È stato oggetto di una serie televisiva animata, Pif et Hercule nel 1989, e di un lungometraggio, Les Nouvelles aventures de Pif et Hercule, nel 1993.

## Pubblicazioni in Francia
Hercules è stato pubblicato su:
- Humanitè 1950[1]
- Vaillant/Pif Gadget[4]
- Hop![5]
- Gomme[6]
- Mickey[7]

## Pubblicazioni nel Mondo
Hercules fu pubblicato in Brasile, in Portogallo fu trasmessa una serie televisiva su Canal 1 (ora RTP1) di RTP all'inizio degli anni '90  e in Italia le strisce furono pubblicate sul Pioniere rivista per giovani dell'Associazione Pionieri Italiani nel 1956/58

## Autori
Il fumetto era stato creato da José Cabrero Arnal, ma nel corso degli  anni Hercules ha avuto diversi altri autori, in particolare Yannick Hodbert e Jean-Marie Nadaud che ha pubblicato gli albi di Hercules con sue avventure per diversi decenni.